# 2012 في سنغافورة
فيما يلي قوائم الأحداث التي وقعت خلال عام 2012 في سنغافورة.

## سياسة

### تعيين في المنصب
- 1 أغسطس – تشان تشونغ سينج وزارة الدفاع (سنغافورة)،وزارة التنمية الاجتماعية والأسرية.

### انتهاء فترة المنصب
- 31 يوليو – تشان تشونغ سينج وزارة الاتصالات والمعلومات (سنغافورة)،Ministry of Community Development, Youth and Sports [الإنجليزية]‏.
- 12 ديسمبر – ميخائيل بالمر Speaker of the Parliament of Singapore [الإنجليزية]‏.

## رياضة
- 1 يناير – دوري سنغافورة للمحترفين 2012 الفائز نادي تامبينس روفرز.
- 23 سبتمبر – جائزة سنغافورة الكبرى 2012 الفائز سباستيان فيتل.

## أفلام
من الأفلام التي صدرت هذه السنة في سنغافورة:
- 1 سبتمبر – طعم من إخراج كيمبل ريندال [الإنجليزية]‏.